# Notoceratops
Notoceratops ist eine nur durch spärliche Funde bekannte Gattung von Vogelbeckensauriern (Ornithopoda) aus der Gruppe der Ceratopsia.
Von Notoceratops ist bislang nur ein Unterkiefer ohne Zähne gefunden worden, der überdies heute verschollen ist und nicht für weitere Untersuchungen zur Verfügung steht. Da zu wenig Daten für eine genaue systematische Untersuchung vorhanden sind, gilt Notoceratops als nomen dubium.
Die fossilen Überreste stammen aus der argentinischen Provinz Chubut und wurden 1918 erstbeschrieben. Der Gattungsname bedeutet „südliches Horngesicht“, die einzige beschriebene Art ist N. bonarelli. Der Fund wird in die Oberkreide auf ein Alter von rund 70 Millionen Jahren datiert.
Abgesehen von Serendipaceratops, einem ebenfalls nur spärlich erhaltenen Ceratopsia aus Australien, ist Notoceratops der bislang einzige Fund dieser Dinosauriergruppe von der Südhalbkugel. Ceratopsia sind ansonsten nur aus Ostasien und Nordamerika bekannt, diese Überreste könnten aber auf ein größeres Verbreitungsgebiet hinweisen.